# モン娘☆は〜れむ
『モン娘☆は～れむ』（モンむす はーれむ）は、フリューより配信されていたソーシャルゲーム。ジャンルはセクシーモンスター娘RPG。略称は『モンはれ』。
2015年8月31日にiOS版のサービスが開始された。2017年6月22日にはYahoo!ゲームにてPC向けのサービスも開始。
基本プレイ無料（アイテム課金制）。2016年10月には累計ダウンロード回数が120万件を超えた。
2019年3月28日をもってサービス終了。
サービス終了後の2019年3月29日にはバトルなど一部機能を制限しネットワークに繋げなくとも遊ぶ事が出来るようになる最後のアップデートが行われ、オフライン版として継続して遊ぶことが出来るようになった。

## 概要
ジャンルはセクシーモンスター娘RPG。大魔界の魔王、大魔王となった主人公は、ユウシャによってボロボロになった魔界の復興を目指し、側近のリネア、幼馴染の魔王クロゥリアと共に様々な魔界へと赴く。シナリオとバトルからなる「メインクエスト」をプレイすることで、物語を進行、様々なモンスターの女の子、モン娘を仲間にし、親愛度を上げてハーレムを取り戻すことがゲームの主な目的。

## ストーリー
女の子全員がモンスターという魔界。そこでハーレムを築いていた先代大魔王。
突如、魔界にユウシャが現れ、大魔王は彼らとの戦いに敗れてしまう。
ボロボロになり、誰もいなくなってしまった魔界の復興とハーレムの再興を目指し、大魔王となって立ち上がる。

## ゲームシステム

### クエスト
メインシナリオを進めるメインクエスト、期間限定イベントやモン娘の強化用、進化用の素材モン娘を集めるスペシャルクエスト、腕に覚えのあるプレイヤーのために用意された高難易度クエスト魔王城 、特定の条件を満たした一部のモン娘のステータスやスキルを強化できる俺の嫁クエストの4種類が用意されている。

#### 戦闘
クエストは最大4人のモン娘をパーティに編成し、任意でフレンドを選択して戦闘を行う。
様式はアクティブタイムバトルシステム。攻撃ゲージが堪ったモン娘から自動で攻撃する。モン娘の持つスキルをプレイヤーが選択し任意で使用、モン娘が攻撃する敵を指定できるマニュアルモードとスキル発動を含め全て自動でクエストを進めるオートモードが存在する。パーティにいるモン娘のHP合計値が0になるとゲームオーバー。

### デート
仲間にしたモン娘とデートをして親愛度を上げることができる。デートには最大3つまで貯蓄できるデートポイントを消費して行う。
親愛度を上げることで各モン娘に用意されたシナリオやモン娘のスキルを開放する事が出来る。

### モン娘
総勢250人以上登場。様々な個性を持っている。種族名は自己申告制らしく、必ずしも正しくはない。
モン娘は火、水、風、土の4つの属性に分けられ、クエストに参加きるモン娘と進化用素材のモン娘がいる。
モン娘のステータスはHP、攻撃力、魔力、速度の4つ。
モン娘ごとにレアリティがあり、最高は未進化の状態で☆5。

#### 強化
モン娘は経験値を貯めることでレベルを上げる事が出来る。
経験値はモン娘にモン娘を合成すること、クエストをクリアすることで貯める事が出来る。
また特定の素材モン娘を使うことでモン娘のステータスの上乗せやスキルのレベル上げを行う事が出来る。

#### 進化
モン娘のレベルが最大で、特定の素材が揃っていると次のレアリティに進化できる。最大☆6まで進化できる。

### 料理
モン娘に能力を上昇させる料理を作り、食べさせる事が出来る。
モン娘は最大3つの能力補正を得る事が出来る。

## 登場人物

### メインキャラクター
大魔王
種族 - 不明
声 - なし
大魔界を統べる大魔王。本作の主人公でプレイヤー本人。
先代大魔王がユウシャとの闘いで敗れた後、子供である主人公がその座を継いだ。見た目を匂わせるものはあるが、姿は一切映されていないことに加え、性別を濁す表現もあったりと容姿は不明。
物理拘束、炎など様々な事象に対して耐性を持っている。
リネア
種族 - サキュバス
声 - 沢城みゆき 
水色のショートヘアに角を生やしたモン娘。先代から仕える大魔王の側近。
個性的な魔界のモン娘達に対して鋭いツッコミを入れるが、先代大魔王にはいくらか辛辣。
クロゥリア
種族 - 薔薇魔王
声 - 日笠陽子 
白っぽく長い髪に尖った耳が特徴的なモン娘。大魔王の幼馴染。薔薇魔界の魔王。
本来はローズデーモンという種族。
魔王らしく、態度は大きい。
ノルン
種族 - ヘルハウンド
声 - 照井春佳 
ピンク色の髪に犬の様な耳が生えたモン娘。人間界から迷い込んだ元人間。
明るく元気な性格。元人間であるため、犬と呼ばれたり、犬扱いされるのが苦手。
ヘルハウンドの能力は強力らしく、その能力はユウシャにも知られている。
フィート
種族 - 終焉の魔王
声 - 佐倉綾音 
緑色の髪をした小さな女の子のモン娘。ことあるごとにモン娘に近づこうとする。
本来の種族はアンラ・マンユ。
ティアラ
種族 - セフィロト
声 - 水瀬いのり
天空樹魔界の主。緑髪で記憶喪失のモン娘。
魔界の危機を大魔王に伝える。
第二章では彼女も旅の一員に加わる。
魔界にある10のデータにアクセスし、インストールして使う事が出来る。

### サブキャラクター

#### 第一章
レミラ
種族 - メテオドラゴン
声 - 古城門志帆 
チュートリアルで大魔王の前に立ちはだかるドラゴンのモン娘。シナリオでは薔薇魔界を占領する。
薔薇魔界を占領したことについて、何故そんなことをしたのか覚えていなかった。
男勝りな性格。
グラッセ
種族 - バハムート
声 - 春野杏
サクラ魔界でいきなり暴れだしたドラゴンのモン娘。レミラのように何故暴れたのか覚えていなかった。
見た目は幼い女の子であるが、中二病。
セレン
種族 - 桜魔王
声 - 潘めぐみ 
長い髪に桜の髪飾りを付けたモン娘。サクラ魔界の魔王。
本来はワーキャットという種族。
非常に真面目な性格だが、他人の話を聞かないせいでトラブルを起こすこともある。
トワイライト
種族 - 百合魔王
声 - 佳村はるか
百合の髪飾りを付けたモン娘。
本来はハマドリュアスという種族。ユリ魔界の魔王。
同性愛者で自分のハーレムを作ることを企んでいる。本命はクロゥリア。
セレニア
種族 - ダークハーピー
声 - 伊達朱里紗
黒い翼を持つハーピーのモン娘。
遺跡魔界で大魔王一行の前に現れ、襲い掛かってきた。彼女に勝利すると何故襲ってきたのか話してくれる。
何かを知っているそぶりを見せる事が多く、ミステリアスな雰囲気を醸しているため近づきづらいと思われている。甘党。
エーテル
種族 - 菊魔王
声 - 牧野由依
骨格に破れた被膜を付けた翼を持つドラゴンのモン娘。大魔王の従兄妹。キク魔界の魔王。
本来はドラゴンゾンビという種族とのハーフ。
時折、妙に間違った諺を使う。
シンシア
ユウシャ
声 - M・A・O
魔界に侵攻したユウシャの一人。とある理由から魔界に侵攻する。
魔剣エクスカリバーをふるう勇者で、菊魔王エーテルと拮抗するほどの実力。
先代大魔王に勝利を収めたのは彼女。

#### 第二章「各魔界の主たち」
アリッサ
種族 - スノークイーン
声 - 三上枝織
極寒魔界の代表。ドレスで着飾ったモン娘。
クロゥリアとは昔からの親友。
イース
種族 - キャスパリーグ
声 - 真堂圭
ねこねこ魔界の代表。小柄なネコ型モン娘。
強力な魔力を秘めた元魔王軍最強の剣士。セレンの師匠。
グレーテル
種族 - ワンダーウィッチ
声 - 田村奈央
お菓子魔界の主。オッドアイの魔法使い。
お菓子泥棒を探して、魔王たちの前に現れる。
アナリア
種族 - ヴァンニク
声 - 徳井青空
温泉魔界の主。小柄な少女のような姿のモン娘。
先代大魔王の幼馴染。
セロ
種族 - 閻魔
声 - 吉村那奈美
墓場魔界の主。真面目で幼いモン娘。
墓場魔界の主である閻魔を襲名するが、強引な執政を行ってしまう。
レイア
種族 - スレンダーレディ
声 - 川﨑芽衣子
現代魔界の主。長身のモン娘でOL。
瞬間移動を駆使する強力な都市伝説モン娘。
社 咲夜（やしろ さくや）
種族 - 学校魔王
声 - 鈴木裕美
影の腕を駆使して戦うモン娘。学校魔界の魔王。
本来はスクールフィアーズという種族。種族名と名前は今風に改名したもの。
生徒達が一番大切で、魔王よりも校長という呼称を好んでいる。
ルイン
種族 - 鏡の魔王
声 - 加隈亜衣
反射という強力な魔法を使うモン娘。鏡の魔界の魔王。
本来はア・バオアクーという種族。
適当な性格。いたずら好きで魔法で相手を模倣しコミュニケーションをとることが多い。そのため、本来の姿では殆ど表情が変化しない。
ヒスイ
種族 - 渓流魔王
声 - 春日望
相手を魅了する踊りを使うモン娘。渓流魔界の魔王。
本来はルサルカという種族。
ズボラな性格ではあるものの魔王としての責任感を感じている。
ツジカゼ
種族 - ヴォーパルバニー
声 - さかいかな
密林魔界の主。かつてサムライと呼ばれたモン娘。
先代密林魔界の主から主の座を譲り受けた。剣の腕前はセレンやイースから認められるほど。
ラフィア
種族 - ラードーン
声 - 久保ユリカ
黄金の林檎を守護するドラゴン。「王蜂」という組織に追われている。
密林魔界にて「王蜂」の刺客に追われ、大魔王の元に逃げてきた。
モナ
種族 - 宇宙魔王
声 - 清水愛
宇宙を創造したモン娘。宇宙魔界の魔王。
本来はアザトースという種族。
精神性は非常に幼く、側近の存在が不可欠。
服部はな（はっとり はな）
種族 - ネオ・コウガマオウ
声 - 大和田仁美
忍術とネットワーク技術に長けたモン娘。ネオ・コウガマカイのマオウ。
本来はぬらりひょんという種族
種族の特性を鍛えすぎ、普段から存在感が希薄になっている。
レティシエラ
種族 - 法の書
声 - 逢田梨香子
魔法都市魔界の主。魔法都市魔界の市長を兼任。
豊富な知識を持つ。単語と熟語をつなぎ合わせた特殊な話し方をする。
トリシャ
種族 - ファスティトカロン
声 - 生田善子
南国魔界の主。リゾートホテルを経営している。
自由な性格であり、南国魔界を誰もが楽しめる魔界にしようと奮闘。
アデリィ
種族 - テスカトリポカ
声 - 木村珠莉
遺跡魔界の主。魔界警察の署長。
高い戦闘能力と異常な耐久力を持つ。
エヴァンジェリン
ユウシャ
声 - 喜多村英梨
突如として現代魔界に現れたユウシャの一人。かつてシンシアの仲間として共闘していた。
闇を祓う高位の神聖系魔法の使い手であり、実力は桜魔王セレンに苦戦をしいらせるほど。
棺を担いだ僧侶で、信仰深く聞く耳を持たない。魔界には原罪を求め侵攻してきた。
メルディ
ユウシャ
声 - 洲崎綾
南国魔界に現れたユウシャの一人。エヴァンジェリンと共に行動している。
魔王に匹敵する膨大な魔力と強力な呪属性魔法を用い、大魔王と渡り合っていた。
魔法の杖ミストルティンを扱う魔法使いで、愛や絆を否定し、混乱をもたらそうとしている。
フェリス
種族 - フレズベルク
声 - 山下まみ
かつてメルディたちとパーティを組んでいた元ユウシャ。大剣・ミラージュブレイドを携える騎士。
謎のユウシャの陰謀により、相棒のワシ・アマリリスと危篤状態となる。その後、アマリリスの魂と融合しモン娘として転生。
本編では、改心したエヴァンジェリンを最後の闘いの地に送り届けるため大魔王達の前に登場した。
邪悪の樹 ティアラ
種族 - クリフォト
声 - 水瀬いのり
天空樹魔界の主であるティアラが封印した自身のもう一つの姿。ティアラの影であり、最初の影のモン娘。
生命の樹であるティアラは禁断の果実を口にし、様々な感情を知った。その際に生まれた邪悪の集合体。
ティアラがその存在を封じ込めてもなお、その隙間から影のモン娘を生み出し、魔界を悪が許される世界に塗り替えようとしていた。
ティアラが疲弊しきっていたところにメルディの邪悪な心が影響を与え、ついにティアラから人格を乗っ取り封印を破った。
ディスティ
種族 - スプンタ・マンユ
声 - 佐藤利奈
伝説の初代勇者。先代大魔王フィートの妻であり、大魔王の母。守護聖剣ウルスラグナを携える。
魔王フィートとの間に子を成すも、聖剣の呪いにより子を産んでまもなく命を落としてしまう。
どんなに攻撃的なモン娘でも、たちまち仲良くなってしまうという不思議な勇者。
生前、フィートに頼み込み終焉の呪いを自身にかけさせ、守護霊として主人公の大魔王に憑依していた。
大魔王がクリフォトとして顕現したティアラと対峙した際、彼女の攻撃と様々な要因が重なりモン娘として転生し、復活を果たした。

### イベント等で主に活躍するモン娘
リゼ
種族 - サラマンダー
声 - 三上枝織
四大精霊の姉妹の次女で、炎を司るモン娘。強大な力を持つフェニックスであろうと炎を司る彼女には頭が上がらないらしい。
料理が好きでよく作るが、当人が辛党で味音痴、さらに味見もしないため料理の出来は酷いものになっている。
コラボイベントや期間限定イベントのシナリオではこの料理が元凶になることが多い。
ドクターむむ
種族 - クラーケン(ダイオウイカ)
声 - 照井春佳
白衣で隠した両腕がイカゲソのモン娘。爆発にこだわりを持つIQ4600の天才魔法科学者。
様々な物を発明できるため、交友関係は広い。
コラボイベントや期間限定イベントでは彼女の発明品や実験が活躍したり、敵として現れて爆発したりしている。

## 用語解説
魔界
モン娘達が住まう人間界とは別の世界の総称。大魔界、薔薇魔界、温泉魔界、本魔界、闇魔界など複数の魔界が存在する。
大魔界
主人公であるプレイヤーが治める魔界。優しい雰囲気らしい。魔界の中で最も力を持っている。
花の魔界
薔薇魔界、サクラ魔界、ユリ魔界、キク魔界の4つの花の名前を冠する魔界。大魔界に次ぐ力を持つ。
ユウシャ
魔界に侵攻してきた人間の組織。勇ましい者だからと言って全てが正義とは限らないらしい。
主
魔界の法則や現象に影響を与える強力なモン娘。魔王はその中でもたくさんの従者を引き連れた者の呼称。
王蜂
一族の不老不死を願い、ラフィアの黄金の林檎や南国魔界の海図を狙う組織。首領は翅宮華憐。